# Helen Simpson
Helen de Guerry Simpson (Sydney, 1º dicembre 1897 – Worcestershire, 14 ottobre 1940) è stata una scrittrice, drammaturga e biografa australiana.

## Opere principali

### Romanzi
- 1932 - Boomerang
- 1937 - Under Capricorn (Sotto il Capricorno)

### Testi teatrali
- 1923 - A Man of his time: A play
- 1924 - For one Act plays
- 1926 - The women's comedy

### Biografie
- 1933 - The spanish Marriage (Il matrimonio spagnolo)
- 1934 - Henry VIII

### Raccolte
- 1921 - Philosophies in little (poesie)
- 1925 - The Baseless fabric (Racconti)
- 1928 - Mumbudget (Novelle)

## Trasposizioni cinematografiche
Nel 1949 dal suo bestseller Under Capricorn il regista Alfred Hitchcock trasse il film Il peccato di Lady Considine.

## Edizioni italiane
- Delitto con Clemence Dane (Enter Sir John, 1929), Lanciano, G. Carabba, 1932 traduzione di Maria Martone